# Manuel Calvo Fernández
Manuel Calvo Fernández  (Loranca de Tajuña, Guadalajara, 22 de septiembre de 1941-Madrid, 10 de septiembre de 2021) fue un boxeador español. Campeón de Europa del peso pluma (1968).

## Biografía
Formó parte de la generación dorada del boxeo español junto a José Legrá y José Manuel Urtain.
A lo largo de su carrera como boxeador consiguió: 54 triunfos -veintinueve de ellos por KO-, dieciocho derrotas y cinco nulos. Su triunfo más relevante fue el Campeonato de Europa de boxeo del peso pluma, tras vencer al italiano Nevio Carbi (1968).
Padre de Manuel Calvo Villahoz, también campeón de Europa del peso pluma en el año 2001.
Falleció en la capital de España, el 10 de septiembre de 2021, tras estar hospitalizado diez días a consecuencia de un infarto.

## Palmarés
- Campeón de Europa - Categoría: Peso Pluma, el 17 de diciembre de 1968.[1]